# 212 (число)
Вижте пояснителната страница за други значения на 212.
212 (двеста и дванадесет) е естествено, цяло число, следващо 211 и предхождащо 213.
Двеста и дванадесет с арабски цифри се записва „212“, а с римски цифри – „CCXII“. Числото 212 е съставено от три цифри от позиционните бройни системи – 2 (две), 1 (едно).

## Общи сведения
- 212 е четно число.
- 212-ият ден от годината е 31 юли.
- 212 е година от Новата ера.